# نیکولا لئالی

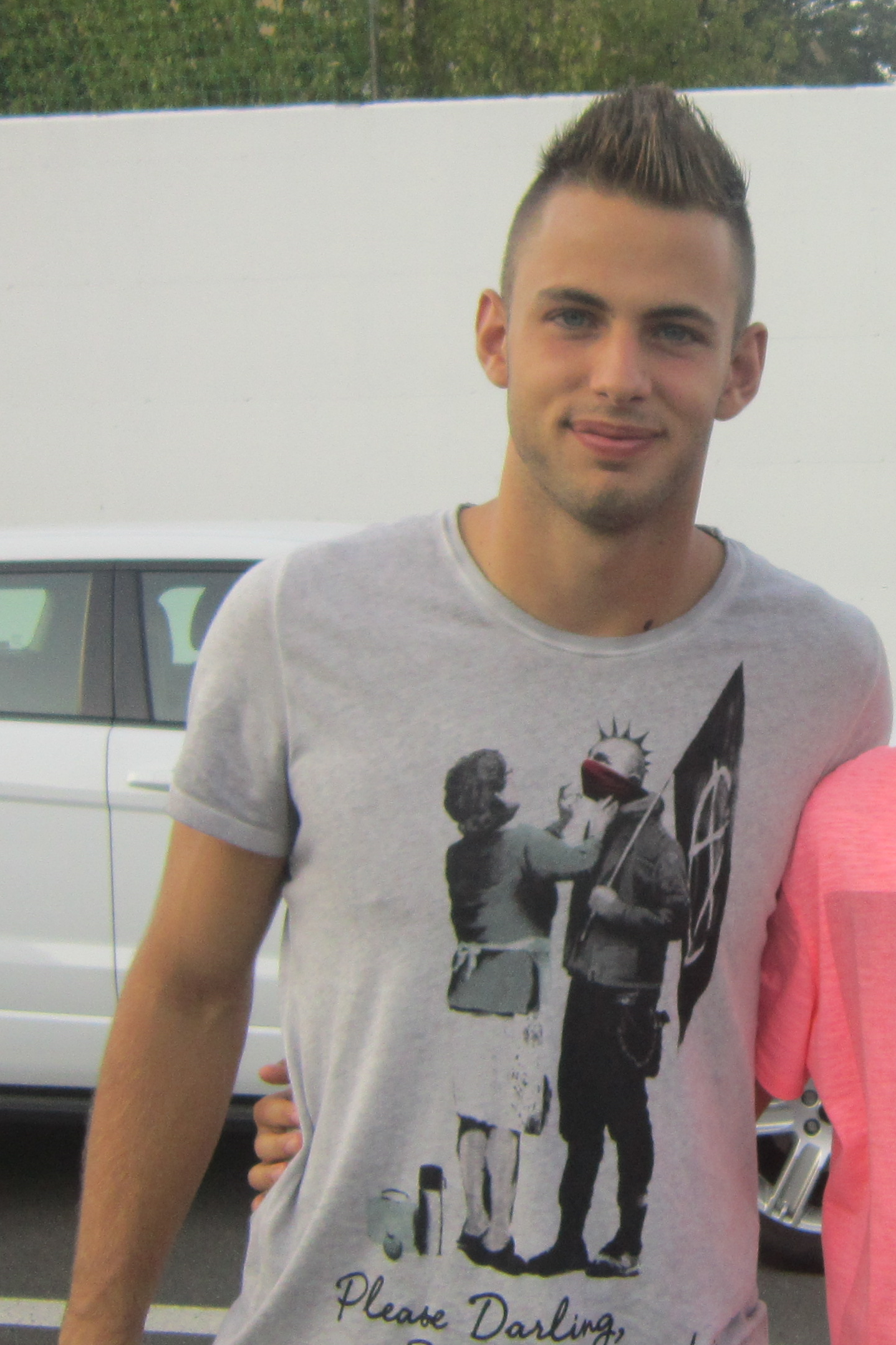
تصویر چهره نیکولا لئالی

نیکولا لئالی (انگلیسی: Nicola Leali؛ زادهٔ ۱۷ فوریهٔ ۱۹۹۳) یک بازیکن فوتبال اهل ایتالیا و باشگاه یوونتوس است.